# Tryphon brunniventris
Tryphon brunniventris là một loài tò vò trong họ Ichneumonidae.